# Adela Pankhurst
Adela Constantia Mary Pankhurst Walsh (Chorlton upon Medlock 19 de junho de 1885 – Sydney, 23 de maio de 1961) foi uma sufragista britânico-australiana, organizadora política e co-fundadora do Partido Comunista da Austrália e o grupo fascista Australia First Movement.

## Primeiros anos
Adela Pankhurst nasceu em 19 de junho de 1885 em Chorlton upon Medlock, Inglaterra. Era oriunda de uma família política: o seu pai, Richard Pankhurst era um advogado socialista e candidato ao Parlamento e a sua mãe, Emmeline Pankhurst e irmãs, Sylvia e Christabel, eram líderes do movimento sufragista britânico. A sua mãe era descendente da tribo Manx. Adela frequentou as escola exclusivamente femininas Studley Horticultural College em Warwickshire e a Manchester High School for Girls.

## Reino Unido
Na adolescência, Adela envolveu-se na Women's Social and Political Union, uma organização feminista criada pela sua mãe e irmãs. Em novembro de 1909, participou numa manifestação que interrompeu uma reunião de Winston Churchill no seu distrito eleitoral de Dundee. Ela foi detida, em conjunto com Helene Archadale Catherine Corbett e Maud Joachim. Adela esbofeteou um polícia que tentou retirá-la do edifício. Apesar de Adela ter feito greve de fome, seguindo o exemplo das sufragistas que eram detidas nesta altura, ela não foi forçada a comer.
A filha preferida de Emmeline era Christabel e as duas transformaram a Women's Social and Political Union na sua própria organização. Elas desentenderam-se com muitas das suas principais voluntárias e apoiantes, incluindo Sylvia e Adela Pankhurst. Ambas eram apoiantes do socialismo, enquanto Emmeline e Chistabel defendiam o voto "nas mesmas condições que os homens", ou seja para mulheres mais ricas e com propriedade. Sylvia foi expulsa da WSPU e criou a sua própria organização Leste de Londres. Christabel terá dito a Sylvia: "Não me interessa que houvesse cem como tu, mas uma Adela já é demais". Adela recebeu um bilhete de avião de vinte libras para a Austrália e uma carta que a apresentava a Vida Goldstein.

## Austrália
Adela emigrou para a Austrália em 1914 depois de se afastar da sua família e de várias detenções. A experiência de Adela com o ativismo permitiu-lhe ser recrutada como organizadora política do Women's Peace Army em Melbourne por Vida Goldstein durante a Primeira Guerra Mundial. Pankhurst escreveu um livro chamado Put Up the Sword, assim como vários panfletos contra a guerra e fez vários discursos contra a guerra e a conscrição. Em 1915, viajou por toda a Austrália com Cecilia John da Women's Peace Army, para criar várias filiais da mesma por todo o país. Em 1916, Adela visitou a Nova Zelândia, onde discursou para várias multidões. Mais tarde, visitou New South Wales e Queensland, onde defendeu a importância da oposição feminista no militarismo. Em agosto de 1917, Adela foi presa durante uma marcha contra o aumento do preço da comida em Melbourne. A sufragista britânica Louie (Louisa) Cullen também estava em Melbourne e foi uma das mais de 5000 pessoas a assinar uma petição entregue ao Primeiro-Ministro da Austrália para libertar Adela. Em setembro de 1917, Adela casou-se com Tom Walsh do Sindicado dos Marinheiros da Austrália e o casal teve um filho e cinco filhas. Em 1920, Pankhurst foi uma das fundadoras do Partido Comunista da Austrália, mas acabou por ser expulsa do mesmo.
Adela acabou por se desiludir com o comunismo e fundou a organização anti-comunista Australia Women's Guild of Empire em 1927. Em 1941, Pankhurst tornou-se numa das fundadoras da organização nacionalista de extrema-direita Australia First Movement. Ela visitou o Japão em 1939 e foi presa em março de 1942 por defender a paz no Japão. Foi libertada em outubro do mesmo ano.
Tom Walsh morreu em 1943 e Adela retirou-se da vida pública nessa altura. Em 1960, converteu-se ao catolicismo e morreu no ano seguinte, sendo enterrada com uma cerimónia católica.